# Ziegenbrunnen (Rostock)

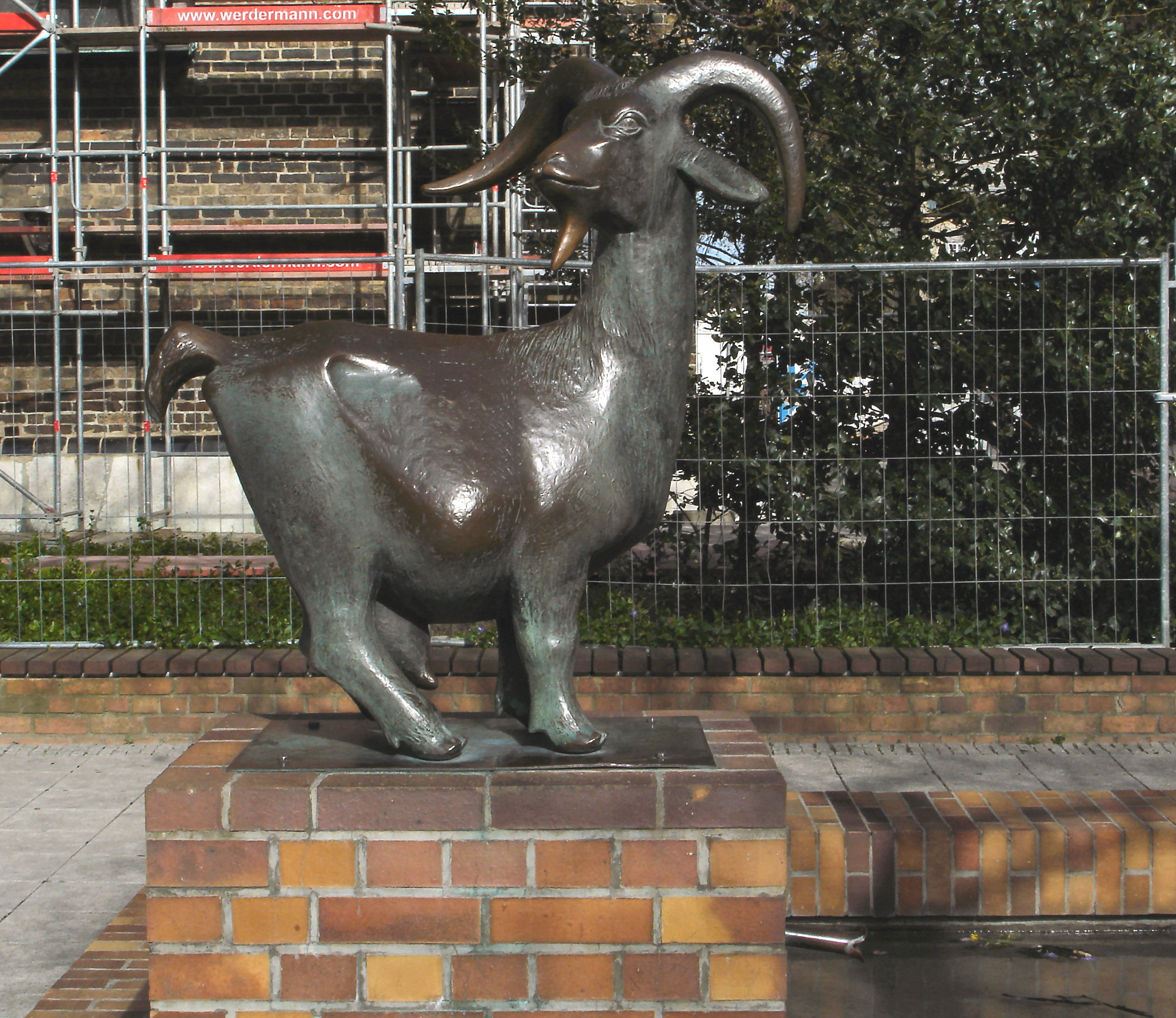
Ziegenbrunnen in Rostock

Der Ziegenbrunnen ist ein Brunnen auf dem Ziegenmarkt in Rostock.
Die Ziege auf dem Brunnen, der sich Am Ziegenmarkt vor der Marienkirche befindet, wurde 1959 von Gerhard Rommel in Bronze geschaffen. Rommel schuf hier das Abbild einer afrikanischen Bergziege, die auf einem Sockel steht und ihren Blick nach hinten wendet.
Das Brunnenbecken aus gelbbraunen Klinkern hat eine quadratische Grundfläche. Aus dem Sockel speisen zwei Kupferrohre das 4 × 4 m große Wasserbecken. Er ist ein Laufbrunnen.
20 Jahre nach der Schaffung des Kunstwerks wurde 1979 der Ziegenbrunnen eingeweiht und die Figur am heutigen Ort aufgestellt.
Die Rostocker Gesellschaft für Stadterneuerung, Stadtentwicklung und Wohnungsbau mbH hat eine Patenschaft für diesen Brunnen übernommen.